# IC 5111
IC 5111 је спирална галаксија у сазвјежђу Водолија која се налази на листи објеката дубоког неба у Индекс каталогу.
Деклинација објекта је + 2° 28' 28" а ректасцензија 21h 28m 10,9s. Привидна величина (магнитуда) објекта IC 5111 износи 14,4 а фотографска магнитуда 15,3. IC 5111 је још познат и под ознакама MCG 0-54-21, CGCG 375-41, KARA 917, PGC 66811.